# Virson
Virson és un municipi francès situat al departament del Charente Marítim i a la regió de la Nova Aquitània. L'any 2007 tenia 656 habitants.

## Demografia

### Població
El 2007 la població de fet de Virson era de 656 persones. Hi havia 231 famílies de les quals 41 eren unipersonals (29 homes vivint sols i 12 dones vivint soles), 70 parelles sense fills, 108 parelles amb fills i 12 famílies monoparentals amb fills.
La població ha evolucionat segons el següent gràfic:
Habitants censats

### Habitatges
El 2007 hi havia 252 habitatges, 237 eren l'habitatge principal de la família, 7 eren segones residències i 8 estaven desocupats. 243 eren cases i 5 eren apartaments. Dels 237 habitatges principals, 188 estaven ocupats pels seus propietaris, 44 estaven llogats i ocupats pels llogaters i 4 estaven cedits a títol gratuït; 2 tenien una cambra, 6 en tenien dues, 14 en tenien tres, 58 en tenien quatre i 156 en tenien cinc o més. 200 habitatges disposaven pel capbaix d'una plaça de pàrquing. A 96 habitatges hi havia un automòbil i a 133 n'hi havia dos o més.

### Piràmide de població
La piràmide de població per edats i sexe el 2009 era:
| Homes | Edats   | Dones |
| ----- | ------- | ----- |
| 0     | 95 o +  | 0     |
| 0     | 90 a 94 | 4     |
| 0     | 85 a 89 | 4     |
| 0     | 80 a 84 | 0     |
| 8     | 75 a 79 | 8     |
| 8     | 70 a 74 | 12    |
| 20    | 65 a 69 | 8     |
| 4     | 60 a 64 | 8     |
| 8     | 55 a 59 | 16    |
| 28    | 50 a 54 | 16    |
| 20    | 45 a 49 | 20    |
| 20    | 40 a 44 | 24    |
| 8     | 35 a 39 | 20    |
| 4     | 30 a 34 | 4     |
| 16    | 25 a 29 | 8     |
| 12    | 20 a 24 | 8     |
| 12    | 15 a 19 | 44    |
| 24    | 10 a 14 | 8     |
| 8     | 5 a 9   | 4     |
| 12    | 0 a 4   | 0     |

## Economia
El 2007 la població en edat de treballar era de 406 persones, 322 eren actives i 84 eren inactives. De les 322 persones actives 293 estaven ocupades (158 homes i 135 dones) i 28 estaven aturades (11 homes i 17 dones). De les 84 persones inactives 19 estaven jubilades, 32 estaven estudiant i 33 estaven classificades com a «altres inactius».

### Ingressos
El 2009 a Virson hi havia 256 unitats fiscals que integraven 681 persones, la mediana anual d'ingressos fiscals per persona era de 17.310 €.

### Activitats econòmiques
Dels 16 establiments que hi havia el 2007, 7 eren d'empreses de construcció, 1 d'una empresa de comerç i reparació d'automòbils, 1 d'una empresa d'hostatgeria i restauració, 1 d'una empresa d'informació i comunicació, 3 d'empreses de serveis, 2 d'entitats de l'administració pública i 1 d'una empresa classificada com a «altres activitats de serveis».
Dels 6 establiments de servei als particulars que hi havia el 2009, 3 eren fusteries i 3 electricistes.
L'any 2000 a Virson hi havia 17 explotacions agrícoles que ocupaven un total de 1.224 hectàrees.

## Equipaments sanitaris i escolars
El 2009 hi havia una escola maternal integrada dins d'un grup escolar amb les comunes properes formant una escola dispersa.

## Poblacions més properes
El següent diagrama mostra les poblacions més properes.